# Кассіно
Кассіно (італ. Cassino, вен. Cassino) — комуна в Італії, у регіоні Лаціо,  провінція Фрозіноне. В період з 949 до 1863 року носило назву Сан-Джермано (італ. San Germano).

## Опис
На захід від міста на скелястому пагорбі розташований один із найстаріших і найбільших монастирів світу, найстаріший офіційний монастир у Європі — бенедиктинське абатство Монте-Кассіно, яке вплинуло на розвиток освіти, медицини, науки і культури в Європі (особливо в період Середньовіччя та епохи Відродження), будучи одним із найбільших книгосховищ у регіоні.
Місто було майже повністю зруйноване бомбардуваннями у Другій світовій війні, і тому також відоме як Місто-мученик, воно було повністю відновлено після війни.
Кассіно розташоване на відстані близько 125 км на схід від Рима, 45 км на схід від Фрозіноне.
Населення — 35 913 осіб (2014). Покровитель — святий Бернард Клервоський.

## Демографія
Населення за роками:

Станом на 1 січня 2023 року в муніципалітеті офіційно проживало 2355 іноземців з 92 країн, серед них 519 громадян країн Євросоюзу та 198 громадян України.

## Уродженці
- Анджело Огбонна (23 травня 1988) — відомий італійський футболіст, захисник.

## Сусідні муніципалітети
- Черваро
- Піньятаро-Інтерамна
- Рокка-д'Евандро
- Сант'Аполлінаре
- Сант'Елія-Ф'юмерапідо
- Сан-Вітторе-дель-Лаціо
- Терелле
- Вілла-Санта-Лучія